# Tần số Nyquist

Tần số nằm trên ƒ_{s}/2 (tần số Nyquist) có tần số răng cưa nằm dưới ƒ_{s}/2 với ƒ_{s}/2 có giá trị được thể hiện bởi biểu đồ này. ƒ_{s}/2 cũng được gọi là tần số răng cưa vì sự đối xứng giữa 0 và ƒ_{s}.

Tần số Nyquist, với tên được đặt theo kỹ sư người Mỹ gốc Thụy Điển Harry Nyquist hay theo Định lý lấy mẫu Nyquist–Shannon, có giá trị bằng một nửa tần số lấy mẫu của một hệ thống xử lý tín hiệu rời rạc. Đôi khi nó còn được biết với cái tên là tần số răng cưa của một hệ thống lấy mẫu.
Theo định lý lấy mẫu, sự chồng phổ hoàn toàn có thể tránh được nếu tần số Nyquist lớn hơn độ rộng dải tần hay tần số lớn nhất của tín hiệu được lấy mẫu.
Không nên lầm lẫn tần số Nyquist với tỷ lệ Nyquist. Tỷ lệ Nyquist là giới hạn dưới của một tần số lấy mẫu thỏa mãn tiêu chuẩn lấy mẫu Nyquist đối với một tín hiệu hay một họ tín hiệu nào đó. Giới hạn dưới có giá trị gấp đôi tần số lớn nhất của tín hiệu. Tỷ lệ Nyquist, thường được dùng đối với việc lấy mẫu những tín hiệu liên tục chứ không phải của một hệ thống, trong khi tần số Nyquist là được dùng để lấy mẫu trong một hệ thống nhiều tín hiệu rời rạc theo thời gian chứ không phải là của một tín hiệu liên tục. Vì các tín hiệu thông thường được biểu diễn theo thời gian, dẫn đến tần số Nyquist tính bằng Hertz, tuy nhiên không nhất thiết phải luôn như vậy. Ví dụ như trong hệ thống lấy mẫu để số hóa hình ảnh thì tần số Nyquist tính bằng đơn vị độ dài nghịch đảo vòng/mét.

## Hiện tượng chồng phổ
Theo lý thuyết, một tần số Nyquist chỉ cần lớn hơn độ rộng dải tần của tín hiệu là đã đủ để có thể phục dựng lại một cách chuẩn xác toàn bộ tín hiệu từ những mẫu: xem thêm Định lý lấy mẫu. Tuy nhiên, việc phục dựng này yêu cầu một bộ lọc có khả năng cho qua các tần số không thay đổi trong khi chặn hoàn toàn tất cả các tần số khác (bộ lọc này được gọi là bộ lọc thông thấp lý tưởng hay lowpass filter). Trên thực tế việc phục dựng hoàn hảo như vậy là không thể có, tức là sai sót và lài chồng phổ là điều chắc chắn phải xảy ra.
Tần số tín hiệu lớn hơn tần số Nyquist sẽ gặp phải một sự "gấp lại" cho gần bằng tần số Nyquist, trở về các tần số thấp hơn. Ví dụ như tần số của tín hiệu mẫu là 20 kHz, tần số Nyquist là 10 kHz, và một tín hiệu 11 kHz sẽ bị "méo gập" lại còn 9 kHz. Tuy nhiên một tín hiệu 9 kHz có thể bị "méo" thành 11 kHz nếu như bộ lọc có chất lượng không tốt như yêu cầu. Cả hai kiểu "méo" này có thể gây ra những hệ quả quan trọng.
Khi một bộ lọc có chất lượng không đạt yêu cầu được sử dụng, việc tăng tần số lấy mẫu (oversampling) là cần thiết để khắc phục những lỗi của các bộ lọc chống méo dạng: kể cả 1 bộ lọc thông thấp (brickwall) cắt ngang một dải thông ở một điểm gọi là tần số cắt hay tần số giới hạn, (cho qua tất cả các tần số dưới ngưỡng này mà không thay đổi gì), sau đó dần dần sẽ giảm tần trong một dải tần chuyển tiếp và cuối cùng chặn hoàn toàn các tín hiệu nằm trên một điểm nào đó hoặc chặn gần như hoàn toàn ở dải chặn (stopband). Thế là, các tần số có giá trị gần bằng tần số Nyquist có thể bị méo trong quá trình lấy mẫu và quá trình phục dựng tín hiệu, vì vậy độ rộng dải tần nên có giá trị thấp hơn tần số Nyquist, thấp hơn bao nhiêu thì tùy vào tính chất của bộ lọc. (xem tần số thông khoảng)
Ví dụ, một đĩa CD ghi âm có tần số lấy mẫu là 44100 Hz thì tần số Nyquist phải là 22050 Hz, nó là giới hạn trên của tần số tối đa của dữ liệu, vì tín hiệu gốc là tín hiệu âm thanh, mà âm thanh tai người có thể nghe được có tần số tối đa fmax=22050 Hz. Nếu như bộ lọc chống méo dạng (trong trường hợp này là một bộ lọc tần số thấp) có một dải tần chuyển tiếp là 2000 Hz, như vậy để có được một tín hiệu với năng lượng không đáng kể ở tần số 22050 Hz hoặc hơn thì tần số cắt không thể nào vượt quá 22050 Hz.

## Các nghĩa khác của thuật ngữ
Trong quá khứ, thuật ngữ tần số Nyquist có cách dùng - giống như đã nói ở trên - nhất quán với định nghĩa đề ra trong bài viết này. Tuy nhiên một số ấn phẩm gần đây, bao gồm một số tài liệu thuộc hàng sách giáo khoa, gọi tất cả các loại tần số có giá trị gấp đôi độ rộng dải tần (ví dụ như tỷ lệ Nyquist) đều là tần số Nyquist; nhưng nhìn chung cách định nghĩa này không được dùng rộng rãi.